# Искра Баева
Искра Василева Баева е българска историчка в Историческия факултет на Софийския университет, професор, доктор по история, с дисертация на тема „Полската селска партия на Станислав Миколайчик в периода на народната демокрация, 1944 – 1948 г.“

## Биография
Родена е на 12 януари 1951 г. в София. Завършва история в Историческия факултет на СУ „Св. Климент Охридски“ през 1974 г. с дипломна работа на тема „Николо Макиавели като историк“. Стипендиантка на ЮНЕСКО в Историческия институт на Варшавския университет в Полша, през 1977 – 1978 г. По-късно специализира в департамент по политически науки на Варшавския университет (1985 г.), Историческия институт на Варшавския университет (1987 г.) и по програмата за изследване на „студената война“ в центъра „Удроу Уилсън“ във Вашингтон, САЩ (1994 г.).
Научните ѝ интереси са в областта на съвременната световна история, история на Източна Европа, Полша, Чехословакия (Чехия и Словакия), Унгария, история на „студената война“, история на България през ХХ в., история на прехода в Източна Европа в края на ХХ и началото на ХХІ в., етническите малцинства в Централна и Източна Европа.
Носителка на Почетен знак със синя лента на СУ „Св. Климент Охридски“ 2016 г.
На Събора на левицата през 2019 г. получава лично от Корнелия Нинова наградата за конкурса за изследвания в областта на историята „Димитър Благоев“.

## Научни трудове
- Искра Баева. Източна Европа след Сталин 1953 – 1956. Полша, Унгария, Чехословакия и България. УИ „Св. Климент
- Охридски“, С., 1995. ISBN 954-07-0351-4
- Искра Баева, Илияна Марчева, Евгения Калинова. История на съобщенията в България. Факти, събития, личности, проблеми. „Ракла“, С., 1997. ISBN 954-90251-2-8
- Преди и след „желязната завеса“, С., 1998. ISBN 954-717-081-3
- Евреите в международната политика. Една българска гледна точка. С., 1998. ISBN 954-823-02-1
- Evguenia Kalinova. Iskra Baeva. La Bulgarie contemporaine entre l'Est et l'Ouest. L'Harmattan, Paris, 2001. ISBN 2-7475-0926-5
- Искра Баева. България и Източна Европа. „Парадигма“, С., 2001. ISBN 9789543261130
- Bulgaria in Global Processes. Vassil Prodanov ed. New York 2004, Global Scholarly Publications. ISBN 1-59267-075-X
- Искра Баева, Евгения Калинова. Следвоенното десетилетие на българската външна политика (1944 – 1955). „Полис“, С., 2003. Второ допълнено издание – С., 2013. ISBN 954-796-004-0
- Евгения Калинова, Искра Баева. Българските преходи 1939 – 2005. „Парадигма“, С., 2006. ISBN 9543260346
- Искра Баева. Тодор Живков. „Кама“, С., 2006. ISBN 954-9890-82-1, ISBN 978-954-9890-82-2
- Vademecum. Contemporary History Bulgaria. A Guide to archives, research institutions, associations, museums and sites of memory. Ed. By Iskra Baeva and Stefan Troebst. Sofia, Berlin. 2007.
- Iskra Baeva, Evgenia Kalinova. Bulgarien von Ost nach West. Zeitgeschichte ab 1939. Braumueller, Wien, 2009, 195. ISBN 978-3-7003-1639-8
- „Възродителният процес“. Българската държава и българските турци (средата на 30-те – началото на 90-те години на ХХ век). Съст. И. Баева, Е. Калинова. Т. І, Държавна агенция „Архиви“, Т. 55, С., 2009, 751 с. ISBN 978-954-9800-80-7
- „Възродителният процес“. Международни измерения (1984 – 1989). Съст. И. Баева, Е. Калинова. Т. ІІ. Архивите говорят, Т. 61. ДА „Архиви“, С., 2009, 848 с. ISBN 978-954-9800-87-6
- Искра Баева. Историците се смеят. Българската история в кандидатстудентски „бисери“. „Кама“, С., 2010.
- Евгения Калинова, Искра Баева. Българските преходи 1939 – 2010. Парадигма, 2010. ISBN-13: 978-954-326-034-8, ISBN-10: 954-326-034-6
- Искра Баева. Българските преходи 1939 – 2010. Парадигма, 2010. ISBN-13: 978-954-326-034-8, ISBN-10: 954-326-034-6
- Искра Баева, Евгения Калинова. Социализмът в огледалото на прехода. „Изток–Запад“, С., 2011, ISBN 978-954-321-850-9.
- Iskra Baeva, Evgenia Kalinova. SUGCRONH BOULGARIA. Apo to Anatoliko Mplok sthu Eurwpaikh Enwsp. EPIKNTRO A. E. Qessalonikh. 2011. ISBN 978-960-458-297-6
- Искра Баева, Евгения Калинова. 16-а република ли? Изследвания и документи за българо-съветските отношения след Втората световна война. Изток–Запад, С., 2017. ISBN 978-619-01-0116-1
- Iskra Baeva, Evgenia Kalinova. Illustrated History of Bulgaria. Scorpio, 2017. ISBN 978-954-792-286-0
- Искра Баева, Венцислав Петров. История на Юридическия факултет на СУ „Св. Климент Охридски”. 130 години от създаването му.УИ „Св. Климент Охридски”, С., 2022. ISBN 978-954-07-5580-9
- Искра Баева. Личностите, които определиха нашата съдба. „Захарий Стоянов“, С., 2024, ISBN 978-954-09-1807-5
- Искра Баева, Димитър Денков, Боян Дуранкев. Един български век - 1923-2024. Изток-Запад, С., 2025, ISBN 978-619-01-1564-9